# 安国寺经幢
安国寺经幢，位于浙江省嘉兴市海宁市盐官镇北寺巷街西，由三座唐代所建的经幢组成。其原为安国寺所属建筑，但寺庙与清代末年荒废，并于1978年被完全拆毁，但三座经幢得以保留至今，并成为海宁市最古老的地面建筑之一。这三座经幢分别建于唐朝会昌及咸通年间，其上均有《佛顶尊胜陀罗尼经》经文。2006年，安国寺经幢被列为全国重点文物保护单位。

## 历史
安国寺俗称北寺，始建于唐开元元年（713年），初名镇国海昌院，北宋大中祥符元年（1008年）改今名。寺内全盛时建有放生池、山门（天王殿）、钟楼、经幢、大雄宝殿、九莲池、千手眼观音殿、藏经阁、五百罗汉堂、普同塔和悟空塔等。清代光绪二十年（1894年）后，安国寺渐渐衰败，殿堂因年久失修也大部塌毁:241，1978年时，地面建筑基本被拆除干净，仅存安国寺井、三座经幢和五百罗汉堂碑，而这三座经幢也是海宁市现存最早的地面古代建筑之一:243。1961年，安国寺经幢被浙江省人民委员会公布为第一批浙江省省级文物保护单位，2006年被列为全国重点文物保护单位。

## 结构
安国寺经幢位于浙江省嘉兴市海宁市盐官镇北寺巷街西，三座经幢分别建于唐会昌二年（842年）、会昌四年（844年）和咸通六年（865年）。其中会昌二年所建经幢位于西北角，会昌四年所建经幢位于东北角；咸通六年所建经幢位于东南角。

### 会昌二年经幢

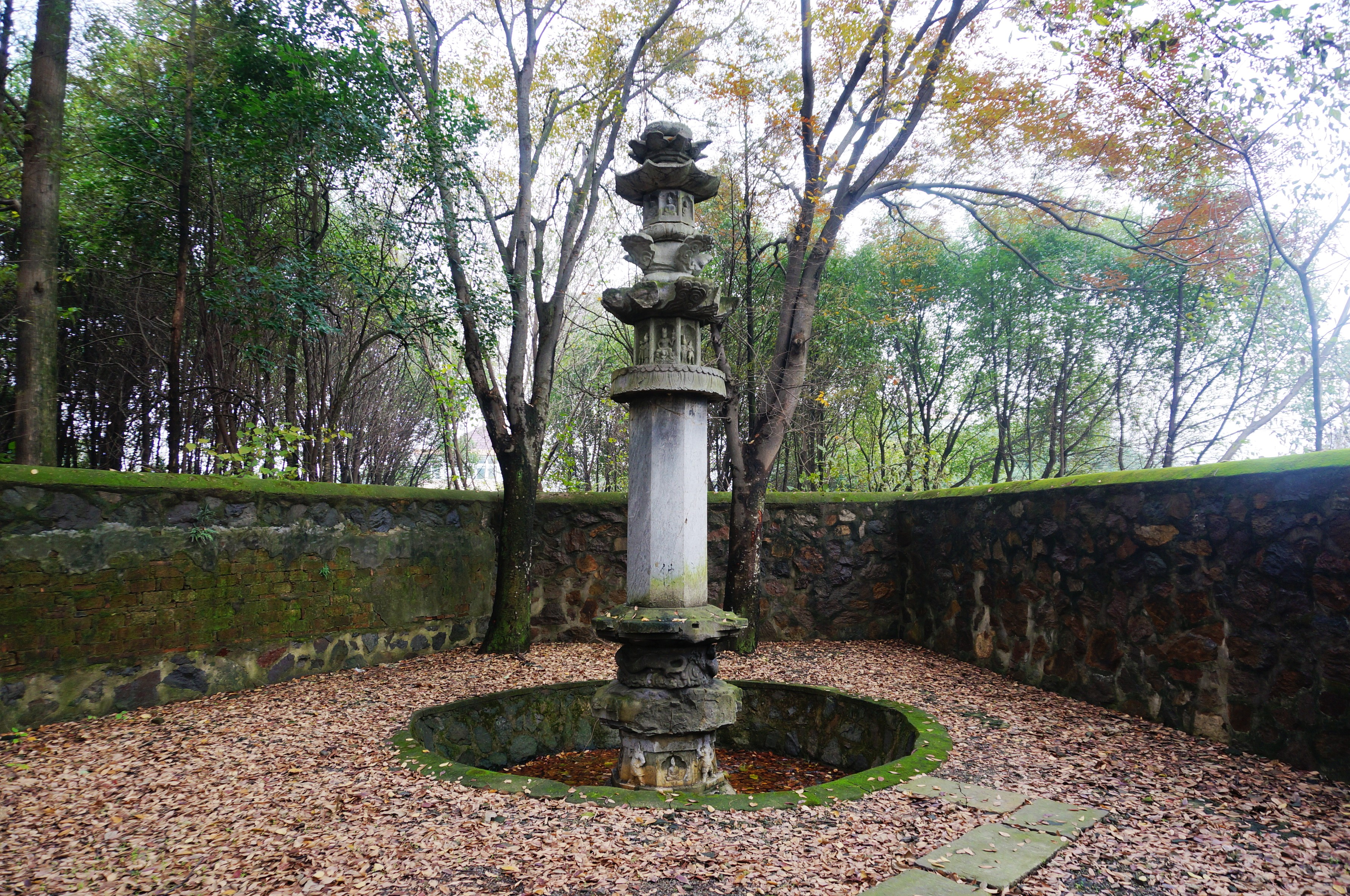
会昌二年（842年）经幢

该经幢通高6.2米，八边形须弥座台基上刻有仰莲，之上分为15层。第一层为八角形短柱，上有4个壸门式佛龛，佛龛内有跏趺式佛像浮雕，佛龛之间有武士像佛雕，台基面上开有小圆孔；第二层为高0.6米的托座；第三层为云纹和双龙戏珠图；第四层为由覆莲的磐石；第五层为八角形幢身，高1.8米，其上刻有《佛顶尊胜陀罗尼经》序及经文，每面9行字，字迹风化严重，上有“吴兴沙门令洪书”的署名；第六层为雕刻有垂幔和联珠的圆形磐石；第七层为八角形短柱，高0.3米，柱面开龛，龛内有佛像浮雕；第八层为流云；第九层为宝珠；第十层为流云；第十一层为宝珠；第十二层为八角形短柱，短柱各面开龛，龛内有佛像；第十三层为八角形宝盖；第十四层为流云；第十五层为宝珠。宝珠上方原有其他结构，已经遗失。:241

### 会昌四年经幢

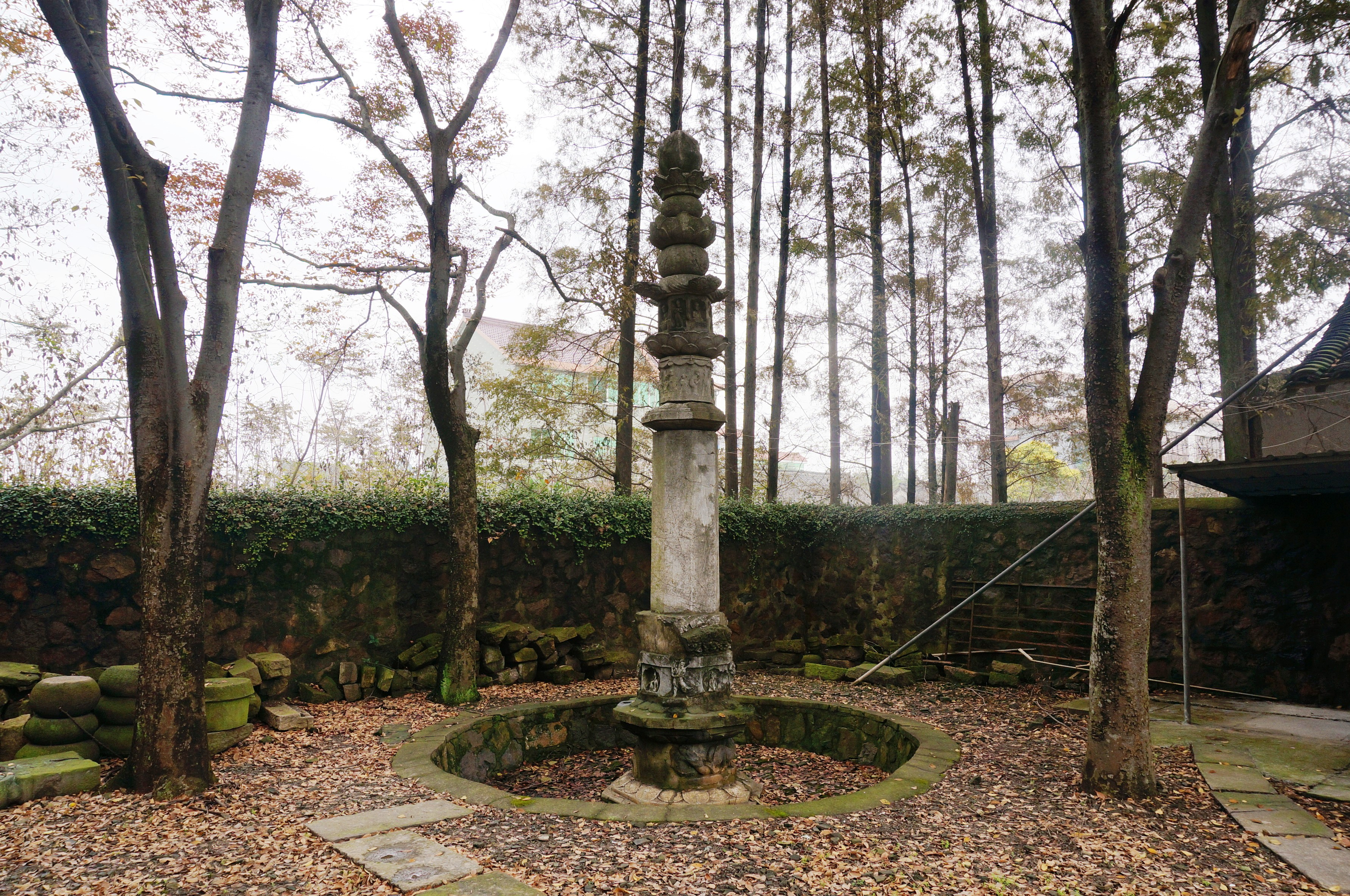
会昌四年（845年）经幢

该经幢通高5.84米，最底部为八边形须弥座台基，四边分别凿有小圆孔；台基上方为高0.6米覆莲托座，再其上分为15层。第一层为短柱，上有两条首尾相缠的蟠龙浮雕；第二层为磐石，上有覆莲浮雕；第三层为八角形短柱，高0.38米，上方有4个壸门式佛龛，龛内有跏趺式佛像，佛龛之间也浮雕有佛像；第四层为磐石，已经严重残损；第五层为八角形幢身，高1.61米，刻有《佛顶尊胜陀罗尼经》序和经文，每面刻有9行字，但由于风化严重，大量字迹已经无从辨认；第六层为磐石，上有覆莲；第七层为八角形短柱，上有人物浮雕，顶部有垂幔；第八层为仰莲；第九层为八角形短柱，每面均开龛，内有佛像浮雕；第十层为流云；第十一层为宝珠；第十二层为仰莲；第十三层为宝珠，第十四层为流云；第十五层为日光宝珠。:241

### 咸通六年经幢

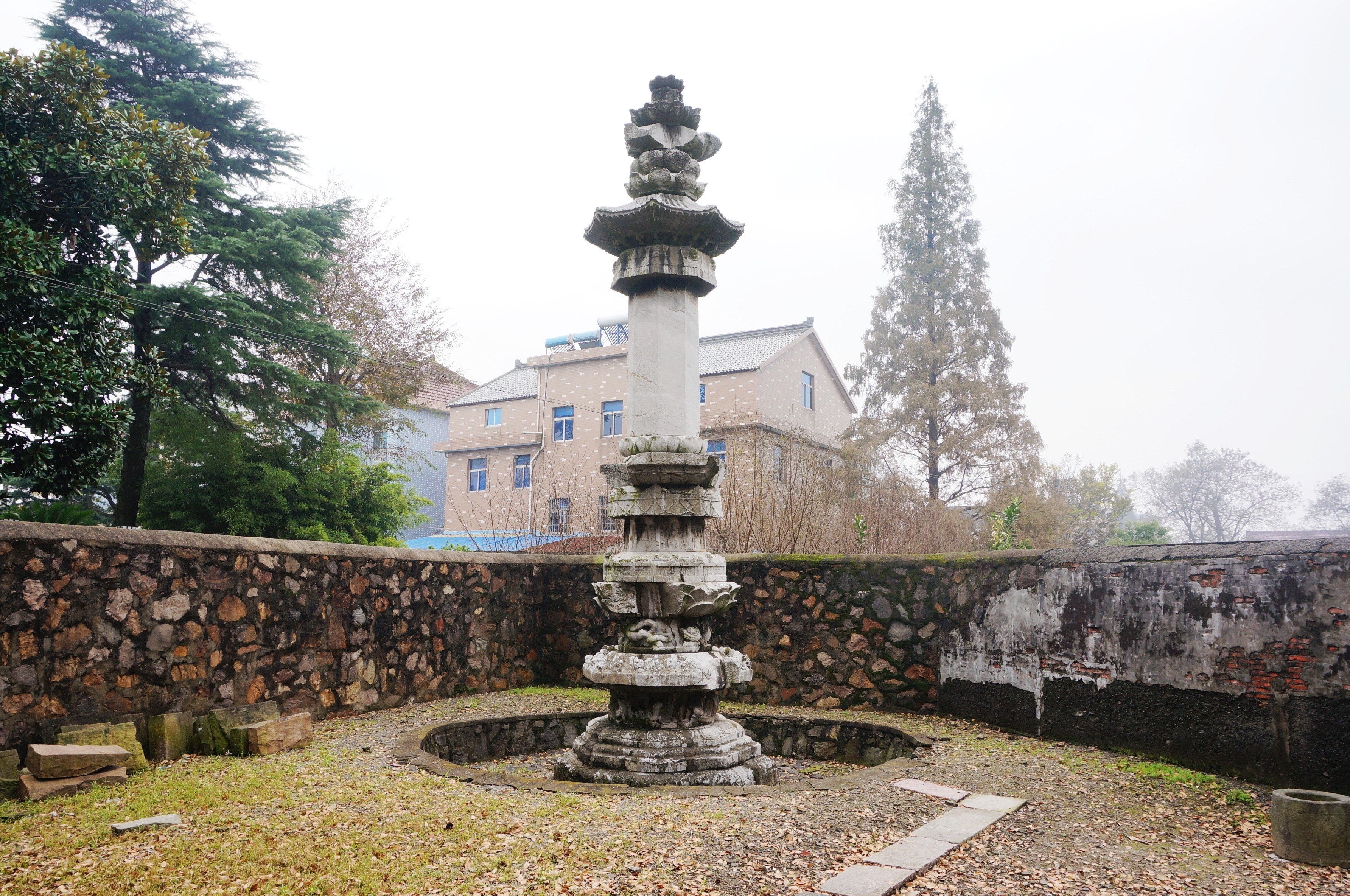
咸通六年（865年）经幢

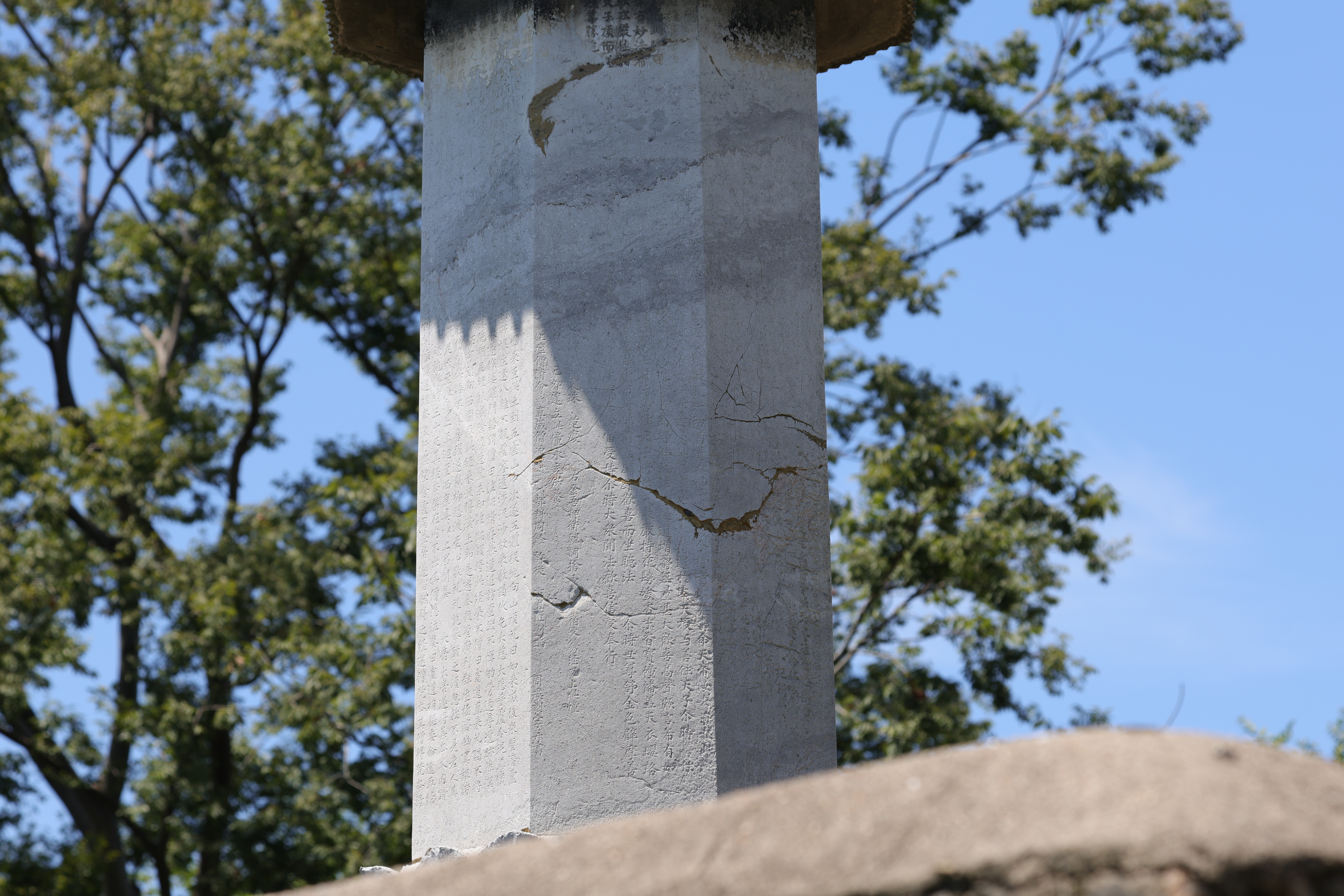
咸通六年經幢的銘文（署名部分）

该经幢通高7米，通体均为八面，台基以上分为18层。最下面两层为重叠的须弥座，在须弥座的束腰部分雕刻有8只造型各异的狮子，每两只狮子之间开有一个佛龛，每个佛龛内雕刻有一个跏趺式佛像；第三层为浮雕有“九山八海”的磐石，略有残损；第四层为雕刻有蟠龙的短柱，顶部有仰莲；第五层为勾栏；第六层为短柱，八面均开有壸门式佛龛，龛内各雕刻有一出佛教故事；第七层为浮雕连珠和卷云；第八层为下方刻有磐石的仰莲；第九层为仰莲；第十层为幢身，其上刻有《佛顶尊胜陀罗尼经》序及经文，以及该幢的建造时间，每面写10行，最后署名为“刘瑫、周瑛刻并书，咸通六年岁次乙酉四月朔廿九日己卯建立此幢”；第十一层为石刻垂缨宝盖；第十二层为石刻仿木结构腰檐；第十三层为仰莲；第十四层为宝珠；第十五层为流云；第十六层为仰莲；第十七层为各面开龛的短柱，龛内浮雕有佛像；第十八层为日光宝珠。:241-243